# Ágioi Theódoroi (ort i Grekland, Peloponnesos)
Ágioi Theódoroi (Agioi Theodoroi) är en ort i Grekland.   Den ligger i prefekturen Nomós Korinthías och regionen Peloponnesos, i den sydöstra delen av landet, 50 km väster om huvudstaden Aten. Ágioi Theódoroi ligger 12 meter över havet och antalet invånare är 4 643.
Terrängen runt Ágioi Theódoroi är kuperad åt nordväst, men åt sydväst är den platt. Havet är nära Ágioi Theódoroi åt sydost.  Närmaste större samhälle är Korinth, 16,7 km väster om Ágioi Theódoroi. 